# Куприянов, Пётр Иванович
Пётр Иванович Куприянов (бел. Пётр Іванавіч Купрыянаў; 1926, Жодино, Минский округ — 2 ноября 1944, Никраце, Никрацская волость) — Герой Советского Союза (посмертно), разведчик 3-го батальона 53-й мотострелковой бригады (29-й танковый корпус 5-й гвардейской танковой армии 1-го Прибалтийского фронта), ефрейтор. Погиб, закрыв своей грудью амбразуру вражеского дзота.

## Биография
Пётр Иванович Куприянов родился в 1926 году в Жодино (ныне — Минская область, Белоруссия) в семье крестьянина. Сын матери-патриотки Анастасии Куприяновой. Белорус. Член ВЛКСМ. Окончил сельскую школу. Работал в колхозе.
В конце 1942 года вступил в подполье. Осенью 1943 года был арестован немецкими войсками и выслан в Германию, однако с группой мужчин сумел выпрыгнуть из поезда в Минской области и вернуться в партизанский отряд.
С мая 1943 по 3 июля 1944 года Куприянов был связным, а затем пулемётчиком партизанского отряда «Родина» бригады «Разгром». В бригаде был хорошим разведчиком, занимался подрывным делом, участвовал в разгроме немецких гарнизонов. В первой же схватке с врагом он добыл себе оружие. Проникал в фашистские гарнизоны, собирая важные разведданные. Юный партизан Куприянов принимал активное участие в рельсовой войне, пускал под откос вражеские эшелоны. Один из его подвигов в партизанской бригаде — выстрелом из противотанкового ружья вывел из строя три паровоза, которые везли к фронту составы с боеприпасами, танками и живой силой гитлеровских войск. Был награждён медалью «Партизану Отечественной войны» 2-й степени.
В июле 1944 года, когда Белоруссия была освобождена от фашистов, Куприянов ушёл добровольцем на фронт. Служил разведчиком 3-го батальона 53-й мотострелковой бригады 29-го танкового корпуса 5-й гвардейской танковой армии 1-го Прибалтийского фронта, ефрейтор.
Воинская часть, в которой служил Пётр Куприянов, с боями продвигалась к Балтийскому морю, разъединяя немецко-прибалтийскую группировку на две части. После продолжительного марша часть вступила в бои за балтийский город Шяуляй. Здесь, в перерыве между боями, Петра Куприянова принимают в комсомол. 10 октября 1944 года разведчик Куприянов вместе со своим взводом первым вышел к берегу Балтийского моря. Порт был освобождён. Ефрейтору Петру Куприянову была оказана честь зачерпнуть флягу морской воды и этот дорогой сувенир отправить командующему 1-м Прибалтийским фронтом генералу армии Баграмяну.
В ноябре 1944 года батальон, в котором служил Пётр Куприянов, участвовал в боях по ликвидации окружённой фашистской группировки в Прибалтике. 2 ноября 1944 года на одном из участков, у высоты возле посёлка Никраце Кулдигского района Латвии, наступавшие подразделения натолкнулись на серьёзное сопротивление фашистов. Было предпринято несколько попыток стрелковых атак, но все попытки были пресечены плотным пулемётным огнём.
Опытный партизанский разведчик ефрейтор Куприянов вместе с группой других солдат получил приказ уничтожить огневые точки противника. Выполнявшие приказ на виду у всех бойцов батальона по-пластунски начали пробираться к высоте. Ими было подавлено два фашистских пулемёта, но батальон наступать по-прежнему не мог: пулемёт из дзота, расположенного на вершине высоты, опять открыл огонь по наступавшим. Нескольким бойцам удалось подползти к дзоту на 30 м, но «погасить» огневую точку оказалось невозможным: амбразура дзота была узкая, и взрывы гранат не причиняли вреда ни пулемёту, ни фашистскому пулемётчику.
Пётр Куприянов укрылся в воронке от взрыва недалеко от дзота. Внезапно он поднялся, добежал до дзота и упал грудью на амбразуру. Бойцы, видевшие подвиг своего боевого товарища, бросились вперёд и овладели высотой. Батальон продолжал выполнять боевую задачу.
В последние минуты жизни рядом с ним были его боевые друзья. Они вынесли тело своего боевого товарища с высотки и похоронили его тут же на перекрёстке дорог. Позже Пётр Куприянов был перезахоронен на братском кладбище советских воинов в совхозе «Никраце» в Кулдигском районе Латвии.
Указом Президиума Верховного Совета СССР от 24 марта 1945 года за образцовое выполнение боевых заданий командования на фронте борьбы с немецкими захватчиками и проявленные при этом отвагу и героизм ефрейтору Куприянову Петру Ивановичу посмертно присвоено звание Героя Советского Союза. Куприянов навечно зачислен в списки стрелковой роты полка, в котором служил.

## Награды
Награждён орденом Ленина, медалью «Партизану Отечественной войны» 2-й степени.

## Память
На его могиле и на месте его гибели установлены обелиски, в городе Слуцк — бюст. В Жодино установлен как памятник матери Куприянова и пяти её погибшим в годы войны сыновьям, так и два памятника самому Петру Куприянову (стела и бюст). Жизни и подвигу героя посвящён документальный фильм «Пётр Куприянов».
Имя П. И. Куприянова носят:
- улицы в городах Минск, Слуцк, Смолевичи, Жодино, Вилейка, Полоцк, Кулдига;
- средняя школа № 20 в Минске, средняя школа № 1 в Жодино.